# Chen Baochen
Chen Baochen (chinois simplifié : 陈宝琛 ; chinois traditionnel : 陳寶琛 ; pinyin : Chén Bǎochēn), né le 25 octobre 1848 et décédé le 5 mars 1935, est un précepteur impérial (dishi) de l'empereur Puyi de la dynastie Qing.